# Wilhelm Reich
Wilhelm Reich (ur. 24 marca 1897 w Dobrzanicy, zm. 3 listopada 1957 w Lewisburgu) – austriacki psychiatra, doktor nauk medycznych, psychoanalityk, pisarz, działacz polityczny.

## Życiorys

### Dzieciństwo i okres wiedeński (1919–1930)
Urodził się w Galicji we wsi Dobrzanica, w powiecie przemyślańskim – na terenie dzisiejszej Ukrainy. Jego ojcem był Leon Reich, bogaty hodowca pochodzenia żydowskiego, który dostarczał bydło armii austro-węgierskiej, matką zaś Cecylia z domu Roniger. Miał brata Roberta (zm. 1926). Zarówno on, jak i jego brat, posiadali obywatelstwo austriackie. W młodości Wilhelm Reich otrzymał gruntowne wykształcenie z zakresu m.in. rachunkowości, historii sztuki czy łaciny, dzięki prywatnym nauczycielom. Mimo iż pochodził ze wschodniej części Galicji, gdzie posługiwano się językiem ukraińskim, znał bardzo dobrze język niemiecki. W dzieciństwie Wilhelm nakrył matkę na stosunku seksualnym ze swoim nauczycielem, o czym opowiedział swemu ojcu. Według samego Wilhelma Reicha, po tym jak zdradził sekret matki jego ojciec zaczął się nad nią znęcać, co w ostateczności doprowadziło do tego, że Cecylia Reich popełniła samobójstwo. Wilhelm Reich przez wiele lat obwiniał siebie o przyczynienie się do jej śmierci.
W momencie wybuchu I wojny światowej Wilhelm Reich miał 17 lat, a obowiązkowa służba wojskowa w tym czasie rozpoczynała się, gdy mężczyzna osiągnął 19 lat. W drugim tygodniu wojny wojska rosyjskie zarekwirowały majątek Leona Reicha. Wilhelm wstąpił do wojska, ale ponieważ nie miał przeszkolenia, a był dobrze wykształcony (lub dzięki kontaktom ojca), trafił początkowo do prac biurowych, pracował m.in. w administracji szpitala wojskowego. Dwa ostatnie lata wojny (1917–1918) Reich spędził na froncie włoskim, w stopniu podporucznika, dowodząc oddziałem liczącym około 40 ludzi. Jego ojciec zmarł w trakcie wojny.
Po wojnie przeniósł się do Wiednia, gdzie początkowo studiował prawo (zrezygnował po pierwszym semestrze), a następnie rozpoczął naukę w Szkole Medycznej na Uniwersytecie Wiedeńskim, którą ukończył w 1922 z tytułem doktora medycyny (skorzystał z możliwości odbycia kursu przyspieszonego dla kombatantów). Specjalizował się w psychiatrii. W czasie studiów w 1919 lub 1920 (miał wówczas 22 lub 23 lata) spotkał profesora Zygmunta Freuda (wówczas 63- lub 64-letniego nauczyciela). Reich zajmował się negowaną przez Freuda teorią libido według ujęcia Carla Gustava Junga, równocześnie, podobnie jak Freud, odrzucał teorię panseksualizmu. Mimo rozbieżności w poglądach Reich i Freud podjęli współpracę, a sam Reich traktował wówczas Freuda jak ojca. Ich współpraca polegała na tym, że Reich zajmował się pacjentami polecanymi przez Freuda, a także współprowadził pacjentów wraz z Isidorem Sadgerem. Z polecenia Freuda został również członkiem Wiedeńskiego Towarzystwa Psychoanalitycznego (członek zwyczajny – październik 1922).
Jedną z pierwszych pacjentek Reicha była 19-letnia Lore Kahn, z którą miał romans. Według dziennika, który prowadził Reich, Kahn zachorowała i zmarła w listopadzie 1920 roku. Początkowo Reich odnotował, że Lora Khan zmarła na skutek spania w bardzo zimnym pomieszczeniu, które wynajmowała jako miejsce spotkań z Reichem. Matka Kahn podejrzewała natomiast, że jej córka zmarła po nieudanym zabiegu aborcji, prawdopodobnie przeprowadzonej nielegalnie przez samego Reicha. Podstawą takiego twierdzenia była zakrwawiona bielizna znaleziona przez matkę Kahn. Reich twierdził, że matka Kahn próbuje bezpodstawnie go zniszczyć, jednak po jej samobójstwie częściowo potwierdził jej przypuszczenia, przyznając, że Kahn zmarła w wyniku posocznicy po nieokreślonym zabiegu przeprowadzonym przez Reicha.
Dwa miesiące po śmierci swojej pacjentki Reich prowadził przypadek 19-letniej wówczas studentki medycyny Anny Pink, która była przyjaciółką Lore Khan. Również z nią wdał się w romans, a w marcu 1922 roku poślubił. Ślub odbył się na skutek nalegania ojca Anny, która była wówczas w ciąży, dziecko jednak nie przyszło na świat. Z małżeństwa z Anną na świat przyszły natomiast dwie córki: Eva Reich (1924) i Lore Reich Rubin (1928). Mimo iż nie wiadomo, czy nieokreślony zabieg, w wyniku którego zmarła Kahn, to aborcja, Reich dokonywał aborcji swojej pierwszej żonie Annie. Małżeństwo trwało do roku 1933. Po tych wydarzeniach, a zawłaszcza po samobójstwie matki Lore Kahn, Freud ograniczył współpracę z Reichem.
Po studiach pracował w Klinice Neurologicznej i Psychiatrycznej Szpitala Uniwersyteckiego kierowanej przez prof. Juliusa Wagnera von Jauregga, gdzie prowadził badania nad problemem napięcia związanego z niezaspokojeniem popędu seksualnego zwłaszcza u mężczyzn w wieku 19–22 lata. Podstawowym obszarem badań i analiz prowadzonych wówczas przez Reicha i jego współpracowników była masturbacja. Badania zostały podsumowane w 1922 roku esejem „Über Spezifitaet der Onanieformen” („Concerning Specific Forms of Masturbation”) opublikowanym w Internationale Zeitschrift für Psychoanalyse, vol. 8 (1922). Publikacja zawierające analizę zjawiska masturbacji oraz próbę wyjaśnienia jej podstaw obecnie uznana jest za przełomową.
Badania te doprowadziły go do wniosku, że da się w sposób fizyczny udowodnić istnienie popędu seksualnego (1923), co Reich opisał mianem istnienia energii życiowej, którą nazwał orgonem. Teoria ta prawdopodobnie skłoniła Freuda do rewizji swoich poglądów. Teoria orgonu nie była dalej przez niego rozwijana w okresie współpracy z Freudem (do 1932).

### Emigracja do Niemiec, Danii, Szwecji i Norwegii (1930–1939)
W listopadzie 1930 roku udał się do Niemiec. We współpracy z działającymi na terenie Austrii i Niemiec organizacjami komunistycznymi zajął się edukacja seksualną w społecznościach robotniczych. Wstąpił do Komunistycznej Partii Niemiec i na jej zlecenie organizował kliniki na terenach robotniczych, prowadził zajęcia z zakresu edukacji seksualnej oraz zajmował się publikacją broszur związanych z tym tematem. W latach 1932 i 1933 (do lutego 1933) brał udział w konferencjach lub panelach dotyczących przyczyn ówczesnych problemów społecznych. Jedną z przyczyn, jaką Reich wskazywał, był brak lub odwracanie skutków rewolucji seksualnej. Wśród promowanych zagadnień była promocja bardzo wczesnej inicjacji seksualnej kobiet, również w kontaktach ze starszymi mężczyznami. Głoszone poglądy sprawiły, że partia zrezygnowała ze współpracy z Reichem w zakresie publikacji broszur. W odpowiedzi na te wydarzenia Reich założył własne wydawnictwo Verlag für Sexualpolitik.
Propagowanie seksu wśród nastoletnich kobiet było najbardziej prawdopodobną przyczyną zerwania współpracy z Reichem przez Freuda. Oficjalnie nastąpiło to 24 marca 1933 roku wypowiedzeniem przez wydawnictwo Freuda kontraktu na publikację Charakteranalyse.
Na podstawie pierwszych doświadczeń terapeutycznych Reich przygotował w 1932 publikację Der Sexuelle Kampf der Jugend (tytuł angielski The Sexual Struggle of Youth), w której wykorzystał przypadki czterech młodych kobiet – pierwszych pacjentek (w czasie, gdy był jeszcze studentem), z którymi romansował, w tym Lore Khan i Anny Pink. W książce tej wyraził m.in. pogląd, że dziewictwo młodych kobiet jest chorobą powodującą niedostateczne docieranie bodźców cielesnych do świadomości, co później również wielokrotnie zaznaczał. Jako leczenie proponował, by terapeuta nakłaniał do kontaktów seksualnych z rówieśnikami, w tym grupowych, lub do innych praktyk i czynności mających skłonić pacjentkę do inicjacji seksualnej. Doświadczenia te stały się podstawą praktyki obecnie nazywanej wegetoterapią.
W 1932 roku, w czasie pobytu w Berlinie, związał się z tancerką Elsą Lindenberg, której nie poślubił, mimo iż w pierwszym kwartale 1933 roku rozwiódł się z Anną Reich. W późniejszych latach zmusił swoją partnerkę Elsę Lindenberg do aborcji (przynajmniej raz w 1935, aborcja została przeprowadzona w Berlinie) oraz swoją drugą żonę Ilse Ollendorf.
Następnie udał się do Danii, gdzie ponownie głosił pogląd o konieczności przeprowadzenia rewolucji seksualnej celem zażegnania kryzysów społecznych. Głoszone poglądy były powodem wydalenia go z przez duńskie Ministerstwo Sprawiedliwości w grudniu 1933 roku. Został również wykluczony z Komunistycznej Partii Danii, mimo iż formalnie nigdy do niej nie wstąpił. Reich przeniósł się do neutralnej Szwecji, która wówczas, aż do 1944 roku, udzielała schronienia duńskim i norweskim Żydom. Reich wraz Lindenberg został zakwaterowany w hotelu, gdzie przyjmował pacjentów. Wielogodzinne pobyty pacjentów skłoniły policję do wysunięcia oskarżenia, że prowadzi on w hotelu dom publiczny stręcząc Lindenberg. Było to podstawą cofnięcia przez władze Szwecji wizy pobytowej i zmuszenia go do wyjazdu. Wrócił wówczas do Danii, mimo że nie posiadał wizy pobytowej.
W sierpniu 1934 roku udał się na konferencję do Szwajcarii, na 13 Międzynarodowy Kongres Psychoanalityczny w Lucernie, gdzie odnotowano jego napady furii, a także że mieszkał w namiocie przed salą, w której odbywał się kongres, a na oficjalne spotkania chodził z nożem zatkniętym za pas. Krótko przed konferencją został również wykluczony z Międzynarodowego Towarzystwa Psychoanalitycznego, co oznaczało brak możliwości prowadzenia i publikowania badań z zakresu psychoanalizy. Stracił również możliwość powrotu do Danii.
Od października 1934 do sierpnia 1939 roku przebywał w Norwegii. Reich przybył wraz z Elsą Lindberg do Oslo w październiku 1934 na zaproszenie prof. Haralda Schjelderupa, który zorganizował pozwolenie na przyjazd Reicha w celu przeprowadzenia wykładu dotyczącego wegetoterapii i analizy charakterów. W czasie, gdy przebywał w Norwegii, oficjalnie nie prowadził terapii psychoanalitycznej i badań w tej dziedzinie, ale w tym czasie poddawał terapii pacjentki, głównie młode kobiety, które w czasie terapii molestował, zmuszał do odbywania z nim stosunków seksualnych oraz stosował wobec nich przemoc fizyczną. Znane są również przypadki romansów z pacjentkami, mimo iż nadal był związany z Lindberg.
Od roku 1934 (lub od 1935) roku Reich przeprowadził tak zwane eksperymenty bionowe. Ich wynik opublikował w lutym 1938 roku w Oslo pod tytułem Die Bione: zur Entstehung des vegetativen Lebens (tytuł został później skrócony do Die Bione). Eksperymenty polegały na hodowli pierwotniaków obecnych na zielonych częściach roślin, tkankach pochodzenia zwierzęcego, piasku i żelazie. Następnie preparaty gotował z dodatkiem potasu i żelatyny, tym samym zabijając pierwotniaki. Do tak przygotowanych preparatów przykładał płomień palnika. Po spopieleniu preparatów dalej przykładał płomień palnika i zaobserwował jaśniejsze punkty lub ogniki w kolorze niebieskim lub liliowym. Pojawienie się ogników uznał za moment, w którym z materii wydostaje się energia życiowa, choć faktycznie zaobserwował spalanie potasu zawartego w pęcherzykach. Prawdopodobnie zaobserwował pęcherzyki wydzielnicze, które nazwał „bionami”. Mimo braku jakichkolwiek podstaw uznał, że są to prymitywne formy życia, niemające postaci, będące skupiskiem energii życiowej nazwanej później orgonem. Potwierdzeniem tej teorii miała być obserwacja, że ochłodzona mieszanka gotowanych z potasem i żelatyną pierwotniaków po wylaniu na pożywkę wzrostową powodowała pojawienie się bakterii. Faktycznie Reich nie przestrzegał zasad sterylności pracy. Zarówno po ogłoszeniu wstępnych wyników badań (1937), jak i po ich opublikowaniu (od marca do grudnia 1938 roku) udowodniono, że Reich błędnie zinterpretował wyniki eksperymentów bionowych.
Współpracownicą Reicha w eksperymentach bionowych była norweska operatorka i fotografka wojenna Kari Berggrav.
W czasie pobytu w Norwegii rozpoczął badania z dziedziny biologii, zwłaszcza próbę wyjaśnienia podstaw biologicznych występowania zmiennego libido oraz analizę zmian zachodzących w ludzkim organizmie wraz ze zmianą popędu seksualnego, a także w czasie i po przeżyciu orgazmu. Tym samym rozpoczął próbę potwierdzenia postulatów Freuda z lat 90. XIX wieku uznających, że można libido przypisać do określonej substancji chemicznej lub zidentyfikować określona reakcję chemiczną inicjowaną nerwowym impulsem elektrycznym odpowiedzialną za zmianę libido. Badania rozpoczął w 1935 roku i polegały one na badaniu obrazu oscyloskopowego u ochotników, którzy podłączeni od oscylografu słuchali opowiadań erotycznych, oglądali nagie kobiety, masturbowali się, dotykali się w parach lub grupowo i całowali się. Jednym z ochotników był Willy Brandt, który w tym czasie był żonaty z Gertrude Gaasland, asystentką Reicha. Równolegle takie same badania prowadził z udziałem pacjentów szpitala psychiatrycznego w Oslo. Mimo braku wyników tego eksperymentu został on opisany w 1937 w Experimentelle Ergebniße Über Die Elektrische Funktion von Sexualität und Angst.
W 1938 roku straciła ważność jego wiza. Przeszkodą utrudniającą jej przedłużenie były skandale, których uczestnikiem był Reich, a także jego agresywne zachowanie. W 1937 roku Reich wdał się w awanturę, a także zachowywał się agresywne wobec jednego ze swoich przyjaciół, którego żona, będąca pacjentką Reicha, miała z nim romans. W tym samym czasie Reich romansował z inną swoją pacjentką, 25-letnią projektantką mody, Gerd Bergersen. Po tej informacji partnerka Reicha, Elsa Lindberg, zapowiedziała rozstanie, na co Reich zareagował wielokrotnie awanturując się z mężczyznami współpracującymi z Lindberg, w tym bijąc współpracującego z nią kompozytora. Sam Reich twierdził, że wiza nie została mu przedłużona ze względu na presję nieprzychylnego mu środowiska naukowego.

### Emigracja do USA (1939–1957)
W sierpniu 1939 roku udał się do USA. Tam w Forest Hill w stanie Nowy Jork założył swoje laboratorium, gdzie kontynuował pseudonaukowe badania nad nieistniejącymi bionami. W 1948 roku ogłosił, że odkrył dwa rodzaje bionów. Oprócz poprzednio odkrytych, dających w czasie spalania niebieskie ogniki nazwane „bionami PA”, zauważył inne, których spalanie powoduje powstanie czerwonych ogników. Nazwał je „bionami typu T”, które przybierają postać prątków T-bacilli (T jako skrót od niemieckiego słowa Tod, oznaczającą śmierć). Reich stwierdził, że odkrył „prątki T-bacili” w gnijących tkankach rakowych pozyskanych ze szpitala. Jako jedyny dowód przedstawił fakt, iż po zaszczepieniu tych tkanek myszom wywoływały one stan zapalny i raka. Doszedł więc do wniosku, że z czasem zmniejsza się kosmiczna bezpostaciowa energia zwana orgonem, skupiona w bionach. Proces ten nazwał degradacją bioniczną. Miało to sprawiać, że wzrastają biony typu T, które przekształcają się w prątki T-bacili. Nowotwory miały być natomiast spowodowane przez namnażanie się prątków T. Rzekomym sposobem na przeciwdziałanie tym zmianom miały być stosunki seksualne, zwłaszcza z młodymi kobietami, dzięki czemu w organizmie mężczyzny miałby rosnąć poziom nieistniejącego faktycznie orgonu.
Później przeniósł się do Rangeley w stanie Maine. Jako były członek Komunistycznej Partii Niemiec pozostawał w kręgu zainteresowań FBI.
W 1950 r. Reich założył Orgonomic Infant Research Center, który miał zajmować badaniami nad rzekomymi blokadami seksualnymi u kilkuletnich dzieci i ich usuwaniem (za pomocą masaży oraz masturbacji). Ośrodek został zamknięty w 1952 roku, gdy jedna z matek oskarżyła Reicha o nieobyczajne zachowanie wobec jej dziecka.
W 1954 został oskarżony o prowadzenie nielegalnych badań. Ponieważ odmówił stawienia się przed sądem w charakterze oskarżonego, wyrok obligujący go do zaprzestania działalności został wydany zaocznie. Nie zastosował się do decyzji sądu i został w maju 1956 w rozprawie sądowej skazany na 2 lata więzienia. Wtedy to również skonfiskowano wszystkie jego dzieła z wydawnictwa, po czym spalono je w nowojorskiej spalarni. Zmarł na zawał serca 3 listopada 1957 w więzieniu federalnym w Lewisburgu w stanie Pensylwania.

## Idea freudomarksizmu
W 1927 r. Wilhelm Reich zaangażował się w działalność polityczną po tym, gdy był świadkiem brutalnie stłumionej demonstracji w Wiedniu. Wstąpił wówczas do Austriackiej Partii Komunistycznej. W 1929 roku wydał książkę Dialektischer Materialismus und Psychoanalyse (Materializm dialektyczny a psychoanaliza), w którym przedstawił idee nazwane niedługo potem freudomarksizmem. Jej podstawowym założeniem było odrzucenie autorytetów, które według tych poglądów tłumiły naturalną psychikę człowieka, jego instynkty i popęd seksualny.
Idee te we wczesnych latach propagował Siegfried Bernfeld, który znał Reicha z okresu swojej pracy w Wiedniu (1922-1925), a także współpracował z Reichem w latach 1930–1932 w ramach propagowania wczesnego rozpoczynania edukacji szkolnej, w tym edukacji ideologicznej. W 1932 Reich wydał książkę Der Einbruch der Sexualmoral (Upadek moralności seksualnej), w której modyfikuje założenia swojej idei. Z przedstawionymi przez Reicha tezami dotyczącymi szczególnego znaczenia edukacji seksualnej polemizuje Erich Fromm. W efekcie tego sporu Fromm i niektórzy członkowie szkoły frankfurckiej doprecyzowują, w latach 1932–1936, ideę freudomarksizmu.

## Dzieła
- Der triebhafte Charakter: eine psychoanalytische Studie zur Pathologie des Ich (1925)
- Die Funktion des Orgasmus: zur Psychopathologie und zur Soziologie des Geschlechtslebens (1927)
- Dialektischer Materialismus und Psychoanalyse (1929)
- Der Einbruch der Sexualmoral (1932)
- Charakteranalyse: Technik und Grundlagen für studierende und praktizierende Analytiker (1933)
- Massenpsychologie des Faschismus: zur Sexualökonomie der politischen Reaktion und zur proletarischen Sexualpolitik (1933); zabroniona w Niemczech w czasach III Reszy
- Die Sexualität im Kulturkampf: Zur sozialistischen Umstrukturierung des Menschen (1936) → Die sexuelle Revolution (1966)
- Die Bione (1938)
- Die Entdeckung des Orgons. Band 1: Die Funktion des Orgasmus (1942, 1969)
- Die Entdeckung des Orgons. Band 2: Die Krebsbiopathie (1948, 1974)
- Menschen im Staat (1937, 1995)
- Christusmord (1952, 1978) → Mordercy Chrystusa (1995, Wydawnictwo Jacek Santorski & Co)

## Biografie
- Ilse Ollendorff Reich, Wilhelm Reich (EN, DE)
- David Boadella, Wilhelm Reich (EN, DE)
- Bernd A. Laska, Wilhelm Reich (DE) (biblio)
- Sharaf, Myron: Fury on Earth Biography of Wilhelm Reich. – N.Y., 1983. (EN, DE)
- David Zane Mairowitz, Reich for Beginners (EN, DE) (comic)